# Senestre

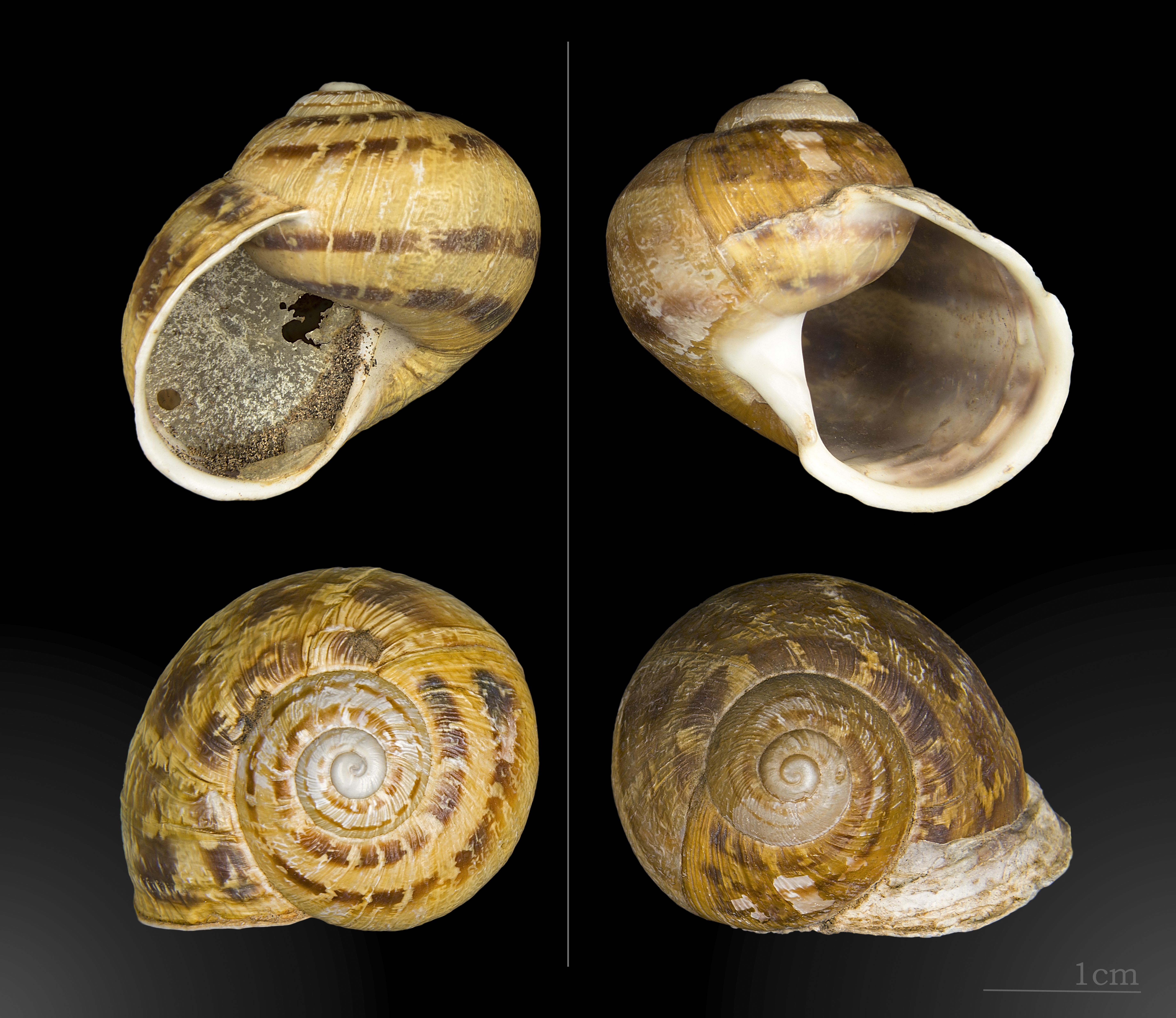
Helix aspersa,
formes sénestre et dextre
(muséum de Toulouse).

Senestre, ou sénestre, est un terme signifiant « gauche », par opposition à dextre. Si le mot est aujourd'hui littéraire et rare, il est néanmoins toujours utilisé en héraldique, en géologie (voir décrochement sénestre par exemple) ou en zoologie.

## Étymologie

Les armes de Saint-Pierre se blasonnent d'azur au senestrochère d'or mouvant du flanc dextre, tenant une clef contournée d'argent en pal.

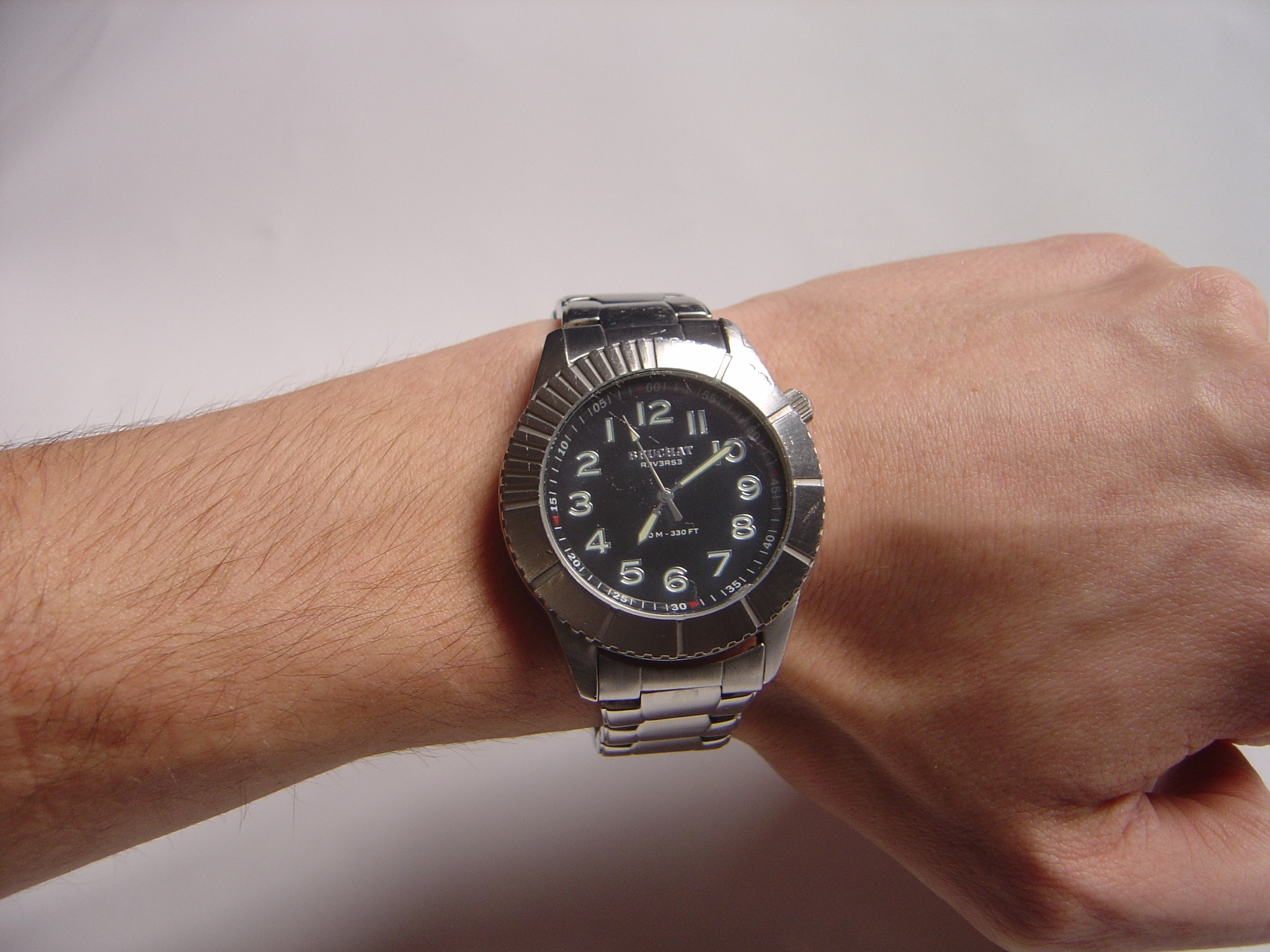
Montre senestre.

Le mot senestre, terme en vieux français issu du latin sinister, est aussi à l'origine de quelques autres mots, plus ou moins courants :
- senestrochère : nom du meuble héraldique représentant un bras gauche tenant une arme ou tout autre objet ;
- senestrorsum[1] : cet adverbe, plutôt rare, signifie « dans le sens inverse des aiguilles d'une montre ».

D'autre part, les mots « senestre » et « sinistre » possèdent la même étymologie, ce qui montre une fois de plus, à l'instar des mots ambidextre ou gauche, que le côté gauche et les gauchers étaient autrefois mal vus. L'exemple des augures dans la Rome antique montre l'ancienneté de cette tendance : les vols d'oiseaux étaient considérés comme des signes envoyés par les dieux. Or, le présage était considéré comme défavorable si les oiseaux venaient de gauche (sinister) par rapport à soi et favorable s'ils venaient de droite.

## Zoologie
- Une coquille sénestre (direction d'enroulement des spires de la coquille qui est senestrogyre) désigne une exception zoologique lorsque la spirale s'enroule sur la gauche depuis le sommet jusqu'à l'ouverture).
- Dans le cas des poissons plats, dont les deux yeux se retrouvent du même côté et dont la nage se fait avec ce côté vers le haut, « sénestre » se dit des poissons dont le côté supérieur pigmenté et oculaire est le côté gauche ; opposé à « dextre ».

## Art et héraldique
Dans la description d'une œuvre picturale ou graphique, senestre s'utilise lorsque l'on parle du côté gauche du point de vue des personnages figurant dans le tableau.
Par exemple, dans la célèbre représentation du Sacre de Napoléon de Jacques-Louis David, le pape est à senestre de Napoléon, alors que, pour une personne qui regarde la toile, il est vers la droite de la composition.
C'est également le cas en héraldique où dextre et senestre sont respectivement la droite et la gauche selon le porteur de l'écu et non selon la personne qui regarde cet écu.